# Mus booduga
Mus booduga (Gray, 1837) è un roditore della famiglia dei Muridi diffuso nel Subcontinente indiano e in Indocina.

## Descrizione

### Dimensioni
Roditore di piccole dimensioni, con la lunghezza della testa e del corpo tra 54 e 83 mm, la lunghezza della coda tra 52 e 72 mm, la lunghezza del piede tra 13 e 18 mm, la lunghezza delle orecchie tra 10 e 14 mm e un peso fino a 15 g.

### Aspetto
La pelliccia è corta e densa, talvolta cosparsa di peli spinosi. Le parti superiori variano dal color sabbia al bruno-grigiastro scuro, mentre le parti ventrali sono bianche, con la base dei peli talvolta grigia e con la presenza di una macchia bruna sul petto. Le orecchie sono rotonde e ricoperte finemente di piccoli peli. La coda è più corta della testa e del corpo, scura sopra, più chiara sotto. Le femmine hanno tre paia di mammelle pettorali e due paia inguinali. Il cariotipo è 2n=40 FN=40.

## Biologia

### Comportamento
È una specie notturna e terricola. 

### Alimentazione
Viene considerata una piaga dagli agricoltori, in particolare delle piantagioni di arachidi.

## Distribuzione e habitat
Questa specie è diffusa nel Subcontinente indiano e nel Myanmar.
Vive in foreste decidue secche tropicali e sub-tropicali, zone sabbiose e boscaglie fino a 4.000 metri di altitudine. In India è presente in zone irrigate come le risaie.

## Tassonomia
Sono state riconosciute 3 sottospecie:
- M. b. booduga: Province pakistane del Punjab e Sindh orientali; India fino agli stati del Bihar e West Bengal ad est; Nepal meridionale, Bangladesh;
- M. b. fulvidiventris (Blyth, 1852): Sri Lanka;
- M. b. lepidoides (Fry, 1931): Myanmar centrale.

## Conservazione
La IUCN Red List, considerato che questa specie è relativamente abbondante, comune e non ci sono minacce reali, classifica M.booduga come specie a rischio minimo (Least Concern).